# Büttnera Czerwona
Czereśnia 'Büttnera Czerwona'  – odmiana uprawna (kultywar) czereśni o późnej porze dojrzewania owoców. Jest to bardzo stara, niemiecka odmiana wyhodowana i opisana przez Carla Gottlieba Büttnera w 1797 roku pod nazwą Rote Neue Knorpelkirsche. Obecna w większości krajów uprawiających czereśnie. W Polsce jest znana od dawna i bardzo popularna.

## Morfologia
PokrójDrzewo rośnie silnie lub bardzo silnie na podkładkach generatywnych. Tworzy koronę szerokostożkowatą, z upływem lat rozłożystą, ze zwisającymi na końcu konarów gałęziami.
OwoceDuże pestkowce, (6-8 g) grube, szerokosercowate.  Skórka jasnożółta, lśniąca z czerwonym cętkowatym rumieńcem, który u dojrzałego owocu może pokrywać prawie całą powierzchnię. Szypułka jest długa (37–43 mm), zielona, zgrubiała przy owocu. Miąższ jest jasnożółty, zaczerwieniony przy pestce, chrząstkowaty, soczysty, słodki, lekko aromatyczny, bardzo smaczny. Sok jasny, nie barwiący. Pestka średniej wielkości, pękata, o licach szerokojajowatych.

## Uprawa
Jest powszechnie uprawianą w Polsce odmianą czereśni w sadach towarowych oraz w nasadzeniach amatorskich, choć w ostatnich latach rzadziej się ją spotyka w nowych nasadzeniach. Znajduje się w rejestrze Odmian Roślin Uprawnych prowadzonym przez Centralny Ośrodek Badania Odmian Roślin Uprawnych od początku jego istnienia. Jako podkładki dla drzew Büttnera Czerwonej najczęściej stosuje się rozmnażane wegetatywnie podkładki o dość silnym wzroście - Colt i F12/1, natomiast ze słabo rosnących podkładek stosuje się karłową Gisela 5.

### Zapylenie
Jest odmianą obcopylną, a dobrymi zapylaczami dla niej są odmiany 'Hedelfińska', 'Van', 'Vega', 'Kunzego'. Sama jest także dobrym zapylaczem dla innych obcopylnych odmian.

### Zdrowotność
Odmiana dobrze przystosowana do warunków klimatycznych Polski. Drzewo jest wytrzymałe na mróz, a kwiaty i pąki kwiatowe są rzadko uszkadzane przez przymrozki. Jej wadą jest duża podatność na pękanie i gnicie, jeśli w czasie zbiorów występują obfite opady. Jest mało podatna na raka bakteryjnego. W razie niedoboru wapnia w glebie owoce mogą być miękkie.

### Zbiór
W warunkach polskich, w zależności od rejonu i typu gleby, dojrzałość zbiorczą osiąga w pierwszej lub drugiej połowie lipca, to jest w siódmym tygodniu dojrzewania czereśni. Owocuje regularnie i obficie.